# Kutlesevo
Kutlesevo (macedónul: Кутлешево) település Észak-Macedóniában, a Pelagonijai körzet Dolneni járásában.

## Népesség
| Lakosok száma | 99   | 134  | 194  | 145  | 82   | 48   | 34   | 27   | 25   |
|               | 1948 | 1953 | 1961 | 1971 | 1981 | 1991 | 1994 | 2002 | 2021 |

2002-ben 27 lakosa volt, akik közül 26 macedón és 1 szerb.